# Pannotia
Pannotia (vagy Vendia) egyelőre hipotetikus, rövid ideig létező szuperkontinens volt a földtörténet neoproterozoikum idejének ediakara időszakában az akkori kontinentális kéreglemezek egyesülésével alakult ki. A prekambrium legvégén széttöredezett. Déli része nagyjából egyben maradt, ez képezte az első Gondwanát, északon több kisebb kontinens alakult ki, mint Laurentia, Szibéria és Baltica.

## Kialakulása
Körülbelül 750 millió évvel ezelőtt Rodinia három nagyobb darabra esett szét. Ezek Laurázsia elődje, az ős-Gondwana és a Congo-kraton. Protolaurázsia dél felé sodródott, Protogondwana pedig balos forgásba kezdett. Közöttük helyezkedett el Congo. A szárazföldek súlypontja a déli félgömbre tevődött, hacsak nem volt még ma már ismeretlen (megsemmisült) őskontinens az északi féltekén. Az általános déli irányú mozgás végül ismét összesodorta a lemezeket, ezzel alakult ki Pannotia, és indult be az asszinti orogén fázis (vagy pánafrikai hegységképződés).

## Pannotia
Mintegy 600 millió éve a három nagyobb darab ismét összeforrt, de már az egységesedési fázisban aktív riftesedés indult meg. A szárazulatok nem voltak egységesek, mert a hatalmas kontinentális talapzatok (self) sekélytengerei elválasztották egymástól a kiemelkedéseket. Hasonló V-alakot öltött, mint később Pangea. A két szár északkelet felé nyílt, közöttük a gyorsan meginduló iniciális tevékenység hozta létre a mai Csendes-óceán ősét, a későbbi Panthalasszát. Alig 50 millió év alatt az új óceáni lemez kettészakította Pannotiát, ezzel alakult ki a Iapetus-óceán. Végül összesen négy darabra hullott, amelyek később a Pangeában egyesültek újra.